# Le Menuet lilliputien
Pour plus de détails, voir Fiche technique et Distribution.
Le Menuet lilliputien est un film de Georges Méliès sorti en 1905 au début du cinéma muet. 
Il ne subsiste du film qu'un fragment de 50 secondes environ. Le reste du film semble perdu.

## Synopsis
Deux gentilshommes font danser quatre Lilliputiens, qui s’avèrent être les personnages d'un jeu de carte. Ils réintègrent ensuite le cadre de leurs cartes, qu’un des hommes réduit à de petites cartes avant de les jeter en l’air.

## Fiche technique
- Titre : Le Menuet lilliputien
- Réalisation : Georges Méliès
- Date de sortie : France : 1905